# 堤恵利那
堤 恵莉那（つつみ えりな、1986年12月25日 - ）は、日本のAV女優。血液型：A型。身長：165cm。スリーサイズ：B83(C-65)cm W57cm H84cm。趣味、特技：ショッピング、演技。BKプロモーション所属。

## 略歴
和歌山県出身。2006年にAVデビュー。

## 作品
- Love Surprise（2006年9月9日、オーロラプロジェクト）[1]
- オクチの恋人 えりな2（2006年9月23日、オーロラ・プロジェクト）[1]
- ONE＋GAL 9（2006年10月30日、ゴリラプロジェクト）[1]
- HIGH SCHOOL FUCK（2006年12月1日、アイデアポケット）[2]
- レズれ。（2006年12月19日、ドグマ）[1]
- ギャル接吻 MANIAX 2（2006年12月21日、ディープス）[1]
- たっぷり接吻ねっとりフェラチオがっつり騎乗位（2007年1月19日、ドグマ）[1]
- ヴァージンレズ 16（2007年2月16日、U&K）
- 私立IP女学院2（2007年3月1日、アイデアポケット）[2]
- ダブル痴女に責められて!! 2（2007年4月19日、BRAVO）
- FELLATIO FESTIVAL 5（2007年6月1日、アイデアポケット）[1]